# كاتدرائية الشفاعة (شاختاي)
كاتدرائية الشفاعة (بالروسية: Собор Покрова Пресвятой Богородицы)، هي كنيسة روسية أرثوذكسية تقع في شاختاي، روستوف-نا-دونو، روسيا. تم بناؤها في الفترة ما بين 1895 و1902.

## تاريخ

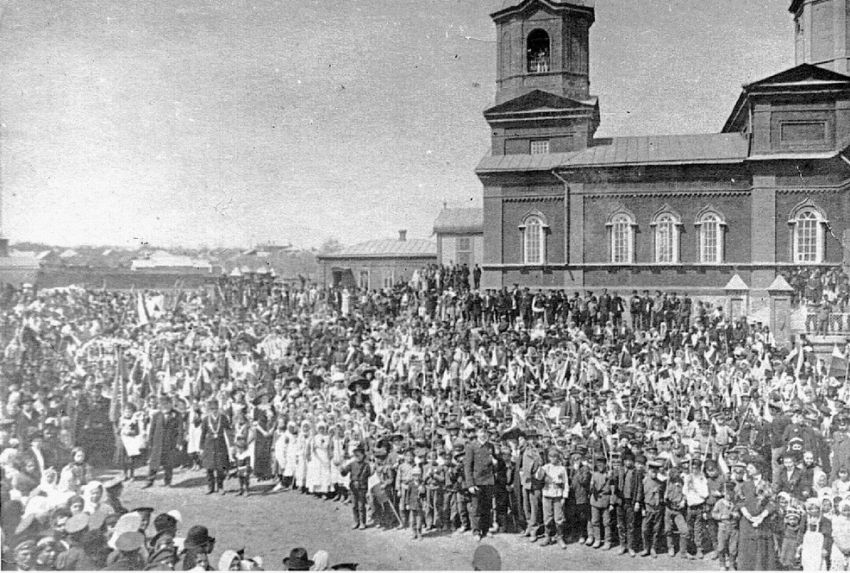
كاتدرائية الشفاعة

بنيت كاتدرائية الشفاعة في مدينة ألكسندروفسك-غروشيفسكي (شاختاي حاليا) في عام 1902K ووفقا لإحصائيات سنة 1909، ققد كانت تتوفر الكاتدرائية على حوالي 4,000 من الرعية، ومدرسة دينية تتكون من 100 طالب، ومكتبة.
في عام 1922، تم تأميم كل ممتلكات الكاتدرائية. وتم إغلاق المعبد بعد ذلك بعام مع كنيستين في البلدة. في فبراير 1933، تم إرسال أجراس الكاتدرائية لإعادة الصهر، تم تدمير قبة برج الجرس. وتم استخدام مبنى الكاتدرائية محلاًّ لتصليح مستودعات الترام حتى أواخر التسعينات.

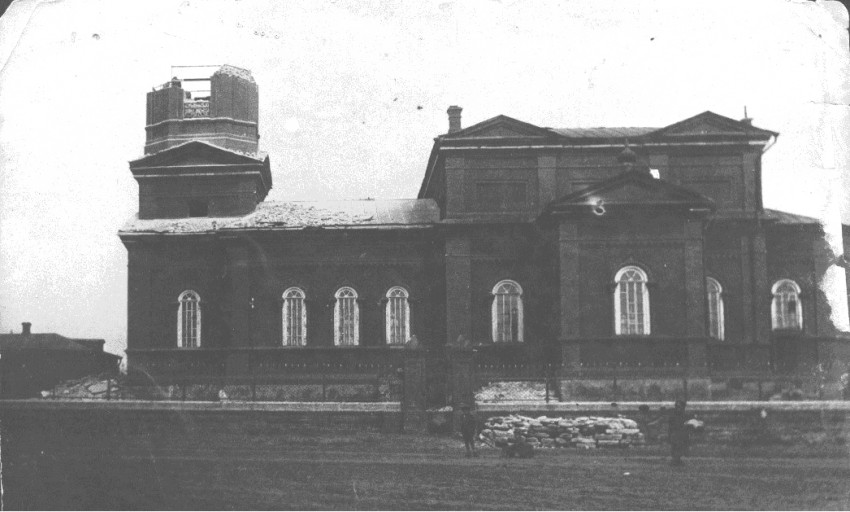
كاتدرائية الشفاعة سنة 1912

في عام 1997، زار مستودع الترام أسقف روستوف ونوفوشركاسك بانتيليمون، الذي بارك إحياء الكاتدرائية. بدأت أعمال إعادة الإعمار في خريف عام 1998، ولم يتم الحفاظ على المسودات القديمة للكاتدرائية، وبالتالي كان على البُناة الاعتماد على الصور التي التقطت في عام 1912.